# Château de la Forge (Chémeré-le-Roi)
Le Château de la Forge, anciennement Château du Breil-Héraut est un château français situé à Chémeré-le-Roi, dans le département de la Mayenne et la région des Pays de la Loire. Il est situé  à 2 kilomètres au Nord sur la route de Vaiges. Il y naît un ruisseau du même nom, qui joint l'Erve en Épineux-le-Seguin d'une longueur de 6,3 km.

## Désignation
- Le château est indiqué sur les cartes d'Hubert Jaillot et de Cassini.

## Histoire
Ce fief ne se distinguait pas de celui du Breil-Héraut et finit par en faire oublier le nom. 
Le Château a été reconstruit vers 1840 par Amand Rousseau de Monfrand. Le château a été transformée sous la direction de Louis Garnier, architecte. L'Abbé Angot indique à la fin du XIXe siècle ses murs blancs et crénelés qui se détachent gaiement sur les grandes pelouses et les bouquets d'arbres. 

## Pour approfondir